# Romeo Beckham
Romeo James Beckham (* 1. September 2002 in London) ist ein ehemaliger englischer Fußballspieler und heutiges Model. Er ist der Sohn von David und Victoria Beckham.

## Privates
Romeo Beckham wurde als zweites Kind von David und Victoria Beckham in London geboren. Er hat zwei Brüder und eine Schwester. Als sein Vater 2007 zur LA Galaxy wechselte, zog die Familie nach Beverly Hills, Kalifornien. Nachdem dieser Ende Januar 2013 zu Paris Saint-Germain gewechselt war, kehrte die Familie nach London zurück. Am Ende der Saison 2012/13 beendete David schließlich seine Karriere.

## Karriere als Fußballspieler
Nachdem die Familie nach London zurückgekehrt war, spielte Beckham von 2014 bis 2015 in der Jugend des FC Arsenal. Anschließend war er nicht mehr im Vereinsfußball aktiv. Im Sommer 2020 gab der 17-Jährige bekannt, dass er in die Fußstapfen seines Vaters als Fußballer treten wolle.
Im Februar 2021 schloss sich der 18-Jährige der Nachwuchsabteilung des MLS-Franchises Inter Miami an, dessen Miteigentümer sein Vater ist. Im September 2021 unterschrieb er kurz nach seinem 19. Geburtstag einen Profivertrag beim Farmteam von Inter Miami, dem Fort Lauderdale CF. Der Flügelspieler kam bis zum Ende der Saison 2021 auf sechs Einsätze in der USL League One. Zur Saison 2022 wechselte das Team in die neugegründete MLS Next Pro und wurde in Inter Miami II umbenannt. Dort absolvierte Beckham 20 Spiele und erzielte zwei Tore. Mit zehn Vorlagen wurde er neben Mohamed Farsi der beste Vorlagengebener der Saison.
Anfang Januar 2023 wechselte Beckham zunächst bis zum Ende der Saison 2022/23 auf Leihbasis zum englischen Erstligisten FC Brentford, bei dem er in den Kader der B-Mannschaft integriert wurde. Diese nimmt nicht an der Premier League 2 teil, sondern absolviert ausschließlich Freundschaftsspiele. Zur Saison 2023/24 wurde er schließlich fest verpflichtet. Beckham unterschrieb einen Einjahresvertrag mit der Option auf ein weiteres Jahr. Nach der Saison beendete er seine Laufbahn, um sich auf seine Modelkarriere zu konzentrieren.

## Karriere als Model
Im Februar 2025 lief Beckham auf der Mailänder Modewoche für Versace.